# Costrera
La costrera és una eina per a la preparació d'un arròs i costra, plat habitual a la Marina, el Baix Vinalopó i el Baix Segura. Té forma de disc i s'empra per a escalfar l'ou abocat damunt de l'arròs per tal de convertir-lo ràpidament en la "costra" (crosta) que cobreix el dit plat.